# 普卡穆庫山
13°30′35.15″S 71°58′40.65″W / 13.5097639°S 71.9779583°W
普卡穆庫山（Pukamuqu），是秘魯的山峰，位於該國南部庫斯科大區，由庫斯科省的庫斯科區負責管轄，屬於安地斯山脈的一部分，海拔高度3,600米。山顶上伫立着一尊名为“Cristo Blanco”的雕像（西班牙语为白色基督）
。